# Mistrzostwa Polski w Łyżwiarstwie Figurowym 2007
Mistrzostwa Polski w łyżwiarstwie figurowym 2006/2007 odbyły się w dwóch etapach :
- dla kategorii seniorów i juniorów młodszych (novice) oraz w jeździe synchronicznej, w dniach od 14 do 17 grudnia 2006, w Oświęcimiu
- dla juniorów oraz tancerzy-seniorów, w Warszawie, od 5 do 7 stycznia 2007

Rozdzielenie imprezy miało na celu umożliwienie zawodnikom, którzy z racji wieku są do tego uprawnieni, startu w dwóch kategoriach wiekowych.

## Medaliści
- Solistki

| Kategoria | złoto                               | srebro                               | brąz                                |
| --------- | ----------------------------------- | ------------------------------------ | ----------------------------------- |
| Senior    | Anna Jurkiewicz 121,02 pkt – (1 ;1) | Katarzyna Dusik 91,16 pkt – (3 ; 2)  | Ilona Senderek 86,48 pkt – (4 ; 3)  |
| Junior    | Laura Czarnotta 98,53 pkt – (1 ; 1) | Katarzyna Dusik 92,73 pkt – (2 ; 2)  | Zsa Zsa Riordan 87,95 pkt – (4 ; 3) |
| Novice    | Marta Olczak 72,86 pkt – (3 ; 1)    | Agnieszka Klimek 70,10 pkt – (1 ; 4) | Marta Kubiak 67,99 pkt – (5 ; 2)    |

- Soliści

| Kategoria | złoto                                   | srebro                                   | brąz                                    |
| --------- | --------------------------------------- | ---------------------------------------- | --------------------------------------- |
| Senior    | Przemysław Domański 152,45 pkt – (1 ;1) | Mateusz Chruściński 130,27 pkt – (2 ; 2) | Konstantin Tupikow 123,09 pkt – (3 ; 4) |
| Junior    | Maciej Cieplucha 154,30 pkt – (1 ; 1)   | Mateusz Chruściński 133,30 pkt – (2 ; 3) | Edwin Siwkowski 126,43 pkt – (3 ; 2)    |
| Novice    | Edwin Siwkowski 104,15 pkt – (1 ; 1)    | Jakub Tyc 92,23 pkt – (2 ; 2)            | Sebastian Lofek 87,81 pkt – (3 ; 3)     |

- Pary sportowe

| Kategoria | złoto                                                         | srebro                                                             | brąz  |
| --------- | ------------------------------------------------------------- | ------------------------------------------------------------------ | ----- |
| Senior    | Dominika Piątkowska & Dmitrij Chromin 119,79 pkt – (1 ; 1)    | Krystyna Klimczak & Janusz Karweta 110,64 pkt – (2 ; 2)            | ----- |
| Junior    | Krystyna Klimczak & Janusz Karweta 97,74 pkt – (1 ; 1)        | -----                                                              | ----- |
| Novice    | Katarzyna Wilczyk & Remigiusz Starczewski 57,09 pkt – (1 ; 1) | Aleksandra Jędrychowska & Radosław Chruściński 48,47 pkt – (2 ; 2) | ----- |

- Pary taneczne

| Kategoria | złoto                                                            | srebro                                                   | brąz                                                   |
| --------- | ---------------------------------------------------------------- | -------------------------------------------------------- | ------------------------------------------------------ |
| Senior    | Joanna Budner & Jan Mościcki 123,12 pkt – (1 ; 1 ; 1)            | -----                                                    | -----                                                  |
| Junior    | Natalia Sinkiewicz & Maciej Bernadowski 105,38 pkt – (1 ; 1 ; 1) | Marta Lenczewska & Jan Pawłowski 83,72 pkt – (3 ; 3 ; 2) | para się wycofała                                      |
| Novice    | Kamila Jóźwiak & Michał Krupowies 43,49 pkt – (1 ; 1 ; 1)        | Maria Zaleska & Rafał Dawidowski 39,54 pkt – (3 ; 2 ; 2) | Martyna Ropega & Jacek Blasiak 35,59 pkt – (2 ; 3 ; 3) |

- Formacje łyżwiarskie

|        | złoto                           | srebro | brąz  |
| ------ | ------------------------------- | ------ | ----- |
| Senior | Amber Dance 76,96 pkt – (1 ; 1) | -----  | ----- |